# Calceolaria parviflora
Calceolaria parviflora là một loài thực vật có hoa trong họ Calceolariaceae. Loài này được Gillies ex Benth. mô tả khoa học đầu tiên năm 1846.